# Giải bóng đá nữ vô địch quốc gia 2010
Giải bóng đá nữ vô địch quốc gia 2010 (Tên chính thức là: Giải bóng đá nữ vô địch quốc gia - Cúp Cánh Buồm Đỏ 2010, đặt tên theo nhà tài trợ) là giải đấu bóng đá lần thứ 13 của Giải vô địch bóng đá nữ Việt Nam do VFF tổ chức và Công ty cổ phần dinh dưỡng Hồng Hà tài trợ. Giải bóng đá nữ Vô địch Quốc gia 2010 với sự tham dự của 6 đội bóng gồm: Hà Nội Tràng An 1, Hà Nội Tràng An II, Phong Phú Hà Nam, Than Khoáng sản Việt Nam, Thành phố Hồ Chí Minh và Gang thép Thái Nguyên sẽ chính thức khởi tranh vào đúng ngày Quốc tế phụ nữ 8/3/2010. Nhằm đảm bảo các cầu thủ nữ có cơ hội được thi đấu nhiều trận, nâng cao trình độ chuyên môn, Ban tổ chức giải tiếp tục áp dụng phương thức thi đấu vòng tròn 2 lượt để tính điểm xếp hạng. Theo lịch thi đấu, các trận lượt đi sẽ diễn ra từ ngày 8/3 đến ngày 26/3/2010 trên Sân vận động Hà Nam, Tỉnh Hà Nam. Các trận lượt về sẽ khởi động vào ngày 9/6 và kết thúc vào ngày 26/6/2010 trên Sân vận động Thống Nhất, Thành phố Hồ Chí Minh.

## Địa điểm thi đấu
- Lượt đi diễn ra tại Sân vận động Hà Nam, Thành phố Phủ Lý, Tỉnh Hà Nam.
- Lượt về diễn ra tại Sân vận động Thống Nhất, Quận 10, Thành phố Hồ Chí Minh.

## Thông tin giải đấu
- So với Giải vô địch bóng đá nữ Việt Nam 2009 thì giải năm nay có một đội bóng đổi tên:
  - Từ Hà Nội thành Hà Nội Tràng An 1.
  - Từ Hoà Hợp Hà Nội thành Hà Nội Tràng An 2.
- Với kết quả thi đấu ấn tượng ở vòng 1, Nhà tài trợ Cánh buồm đỏ đã trao thưởng cho Phong Phú Hà Nam 50 triệu đồng. Ban tổ chức Hà Nam cũng được thưởng 50 triệu đồng[4].
- Sau ba vòng thi đấu Giải vô địch bóng đá nữ Việt Nam 2010 đã lập một kỷ lục về lượng khán giả đến sân với 14.000 khán giả đến sân trung bình 4.666 người mỗi trận. Kỷ lục này được Liên đoàn bóng đá Việt Nam đánh giá có dấu ấn đặc biệt của ban tổ chức sân Hà Nam[5].
- Gang Thép Thái Nguyên:Huấn luyện viên Đỗ Thị Thủy tử nạn khi đang nghỉ phép[6].
- Hà Nội Tràng An 1: Ngày 3 tháng 5, Tiền vệ Nguyễn Thị Kim Tuyến trong lúc phơi quần áo ở tầng 3 khu ký túc xá, Trung tâm huấn luyện Thể thao Quốc gia 1 (Nhổn) đã bị ngã xuống sân. May mắn là cô không bị một tổn thương nào nghiêm trọng[7].
- Tp.Hồ Chí Minh:Để chuẩn bị cho giai đoạn 2, đội bóng đá nữ Thành phố Hồ Chí Minh có chuyến tập huấn tại Trung Quốc từ ngày 10 tháng 5 tại Đại học kinh tế Sơn Đông[8].
- Việc xếp lịch thi đấu lượt về của Giải vô địch bóng đá nữ Việt Nam 2010 trùng với World Cup 2010 diễn ra tại Nam Phi bị một số báo chí chỉ trích[9].
- Tp.Hồ Chí Minh:Ông Trần Anh Tú thay thế ông Trần Đình Huấn làm trưởng đoàn, ông Vương Á Nam thay thế ông Nguyễn Tấn Lợi làm huấn luyện viên trưởng, ông Nguyễn Tấn Lợi làm trợ lý huấn luyện viên, ông Huỳnh Phúc Vinh thay thế ông Trịnh Công Phương làm trợ lý ngôn ngữ kể từ ngày 9 tháng 6 năm 2010[10].

## Cách tính điểm, xếp hạng
- Đội thắng: 3 điểm
- Đội hoà: 1 điểm
- Đội thua: 0 điểm

Tính tổng số điểm của các Đội đạt được để xếp thứ hạng.
- Nếu có từ 2 đội trở lên bằng điểm nhau, trước hết sẽ tính kết quả các trận đấu giữa các đội đó với nhau theo thứ tự: số điểm; hiệu số bàn thắng-bàn thua; số bàn thắng. Nếu các chỉ số này vẫn bằng nhau thì tiếp tục xét các chỉ số của toàn bộ các trận đấu trong giải theo thứ tự: Hiệu số của tổng số bàn thắng- tổng số bàn thua; tổng số bàn thắng. Nếu vẫn bằng nhau sẽ tổ chức bốc thăm để xác định đội xếp trên.

## Giải thưởng
- Đội Nhất: Cúp, cờ, HCV và 80 triệu đồng
- Đội xếp thứ Nhì: Cờ, HCB và giải thưởng 60 triệu đồng
- Đội xếp thứ Ba: Cờ, HCĐ và giải thưởng 30 triệu đồng
- Giải phong cách: Cờ và giải thưởng 10 triệu đồng
- Cầu thủ xuất sắc nhất giải: 5 triệu đồng
- Thủ môn xuất sắc nhất giải: 3 triệu đồng
- Cầu thủ ghi nhiều bàn thắng nhất: 3 triệu đồng.[11]

## Bảng xếp hạng

### Bảng tổng sắp
| TT | Đội                   | Trận | Thắng | Hòa | Thua | BT | BB | Điểm |
| 1  | Tp.Hồ Chí Minh        | 10   | 6     | 3   | 1    | 15 | 4  | 21   |
| 2  | Hà Nội Tràng An 1     | 10   | 4     | 5   | 1    | 15 | 7  | 17   |
| 3  | TKS Việt Nam          | 10   | 4     | 5   | 1    | 13 | 9  | 17   |
| 4  | Phong Phú Hà Nam      | 10   | 4     | 2   | 4    | 9  | 11 | 14   |
| 5  | Hà Nội Tràng An 2     | 10   | 1     | 3   | 5    | 7  | 13 | 6    |
| 6  | Gang Thép Thái Nguyên | 10   | 0     | 4   | 6    | 8  | 22 | 4    |

## Lịch thi đấu và kết quả chi tiết

### Lượt đi
| Lượt đi    | Lượt đi               | Lượt đi | Lượt đi               | Lượt đi |
| ---------- | --------------------- | ------- | --------------------- | ------- |
| Ngày       | Đội                   | Tỷ số   | Đội                   |         |
| 8 tháng 3  | Phong Phú Hà Nam      | 2 - 1   | Gang Thép Thái Nguyên |         |
| 9 tháng 3  | TKS Việt Nam          | 1 - 0   | Tp.Hồ Chí Minh        |         |
| 10 tháng 3 | Hà Nội Tràng An 2     | 1 - 2   | Hà Nội Tràng An 1     |         |
| 12 tháng 3 | TKS Việt Nam          | 1 - 0   | Phong Phú Hà Nam      |         |
| 13 tháng 3 | Hà Nội Tràng An 2     | 1 - 1   | Gang Thép Thái Nguyên |         |
| 14 tháng 3 | Tp.Hồ Chí Minh        | 0 - 0   | Hà Nội Tràng An 1     |         |
| 16 tháng 3 | Phong Phú Hà Nam      | 1 - 0   | Hà Nội Tràng An 2     |         |
| 17 tháng 3 | Gang Thép Thái Nguyên | 0 - 3   | Tp.Hồ Chí Minh        |         |
| 18 tháng 3 | Hà Nội Tràng An 1     | 3 - 2   | TKS Việt Nam          |         |
| 20 tháng 3 | Tp.Hồ Chí Minh        | 3 - 1   | Hà Nội Tràng An 2     |         |
| 21 tháng 3 | TKS Việt Nam          | 2 - 2   | Gang Thép Thái Nguyên |         |
| 22 tháng 3 | Hà Nội Tràng An 1     | 0 - 0   | Phong Phú Hà Nam      |         |
| 24 tháng 3 | Hà Nội Tràng An 2     | 0 - 0   | TKS Việt Nam          |         |
| 25 tháng 3 | Gang Thép Thái Nguyên | 1 - 1   | Hà Nội Tràng An 1     |         |
| 26 tháng 3 | Phong Phú Hà Nam      | 0 - 1   | Tp.Hồ Chí Minh        |         |

### Lượt về
| Lượt về    | Lượt về               | Lượt về | Lượt về               | Lượt về |
| ---------- | --------------------- | ------- | --------------------- | ------- |
| Ngày       | Đội                   | Tỷ số   | Đội                   |         |
| 9 tháng 6  | Tp.Hồ Chí Minh        | 2 - 0   | Gang Thép Thái Nguyên |         |
| 9 tháng 6  | Hà Nội Tràng An 1     | 3 - 0   | Hà Nội Tràng An 2     |         |
| 10 tháng 6 | Phong Phú Hà Nam      | 0 - 0   | TKS Việt Nam          |         |
| 13 tháng 6 | Phong Phú Hà Nam      | 0 - 4   | Hà Nội Tràng An 1     |         |
| 13 tháng 6 | Hà Nội Tràng An 2     | 0 - 0   | Tp.Hồ Chí Minh        |         |
| 14 tháng 3 | Gang Thép Thái Nguyên | 2 - 4   | TKS Việt Nam          |         |
| 17 tháng 6 | Tp.Hồ Chí Minh        | 1 - 1   | TKS Việt Nam          |         |
| 17 tháng 6 | Hà Nội Tràng An 2     | 2 - 1   | Phong Phú Hà Nam      |         |
| 18 tháng 6 | Hà Nội Tràng An 1     | 1 - 1   | Gang Thép Thái Nguyên |         |
| 21 tháng 6 | TKS Việt Nam          | 0 - 0   | Hà Nội Tràng An 1     |         |
| 21 tháng 6 | Tp.Hồ Chí Minh        | 3 - 0   | Phong Phú Hà Nam      |         |
| 22 tháng 6 | Gang Thép Thái Nguyên | 0 - 2   | Hà Nội Tràng An 2     |         |
| 25 tháng 6 | TKS Việt Nam          | 2 - 1   | Hà Nội Tràng An 2     |         |
| 26 tháng 6 | Gang Thép Thái Nguyên | 0 - 4   | Phong Phú Hà Nam      |         |
| 26 tháng 6 | Hà Nội Tràng An 1     | 1 - 2   | Tp.Hồ Chí Minh        |         |

## Kết quả tổng hợp
- Đội vô địch: Tp.Hồ Chí Minh
- Đội hạng nhì: Hà Nội Tràng An 1
- Đội thứ ba: TKS Việt Nam
- Giải phong cách: Hà Nội Tràng An 2
- Cầu thủ xuất sắc nhất: Trần Thị Kim Hồng (7-Tp.Hồ Chí Minh)
- Cầu thủ ghi nhiều bàn thắng nhất: Đoàn Thị Kim Chi (14-Tp.Hồ Chí Minh), 6 bàn.
- Thủ môn xuất sắc nhất:Dương Thị Khánh Ly (25-Hà Nội Tràng An 2)